# داریل رانسویک
داریل رانسویک (انگلیسی: Daryl Runswick؛ زادهٔ ۱۲ اکتبر ۱۹۴۶) موزیسین جاز، آهنگساز، موسیقی‌دان، تنظیم‌کننده، تهیه‌کننده موسیقی و استاد دانشگاه اهل بریتانیا است.
از فیلم‌ها یا مجموعه‌های تلویزیونی که وی در آن‌ها نقش داشته‌است، می‌توان به خانواده من و بقیه حیوانات و وکلای مدافع اشاره نمود.